# 芜湖信息技术职业学院
芜湖信息技术职业学院是一座位于中国安徽芜湖的职业学校。
它建校于1978年，原为安师大芜湖市师范专科学校。1980年8月，经安徽省人民政府批准，更名为“芜湖教师进修学院”。1982年12月，省教育厅根据国发[82]130文件精神，将“芜湖教师进修学院”更名为“芜湖教育学院”。2003年3月中共芜湖市委决定以该院为基础筹建《芜湖信息技术职业学院》（中共芜湖市委办[2003]宋号文件）。2004年11月芜湖市粮食学校并入（芜湖市编委办芜编办[2004]49号文件）。2005年5月芜湖市信息工程学校并入（芜湖市编委办芜编办[2005]12号文件）。2006年3月，根据省政府皖政秘[2006]铸号文件《安徽省人民政府关于同意设置芜湖信息技术职业学院的批复》，正式更名为“芜湖信息技术职业学院”，为全日制普通高校。2012年被芜湖职业技术学院兼并。